# Антрег-сюр-Волан
Антре́г-сюр-Вола́н (фр. Antraigues-sur-Volane, окс. Entraigas) — коммуна во Франции, находится в регионе Рона — Альпы. Департамент коммуны — Ардеш. Административный центр кантона Антрег-сюр-Волан. Округ коммуны — Ларжантьер.
Код INSEE коммуны — 07011.

## Население
Население коммуны на 2008 год составляло 577 человек.
| 1962 | 1968 | 1975 | 1982 | 1990 | 1999 | 2008 |
| ---- | ---- | ---- | ---- | ---- | ---- | ---- |
| 534  | 529  | 499  | 521  | 506  | 498  | 577  |

## Экономика
В 2007 году среди 342 человек в трудоспособном возрасте (15—64 лет) 226 были экономически активными, 116 — неактивными (показатель активности — 66,1 %, в 1999 году было 62,0 %). Из 226 активных работали 195 человек (114 мужчин и 81 женщина), безработных было 31 (12 мужчин и 19 женщин). Среди 116 неактивных 18 человек были учениками или студентами, 39 — пенсионерами, 59 были неактивными по другим причинам.

## Фотогалерея

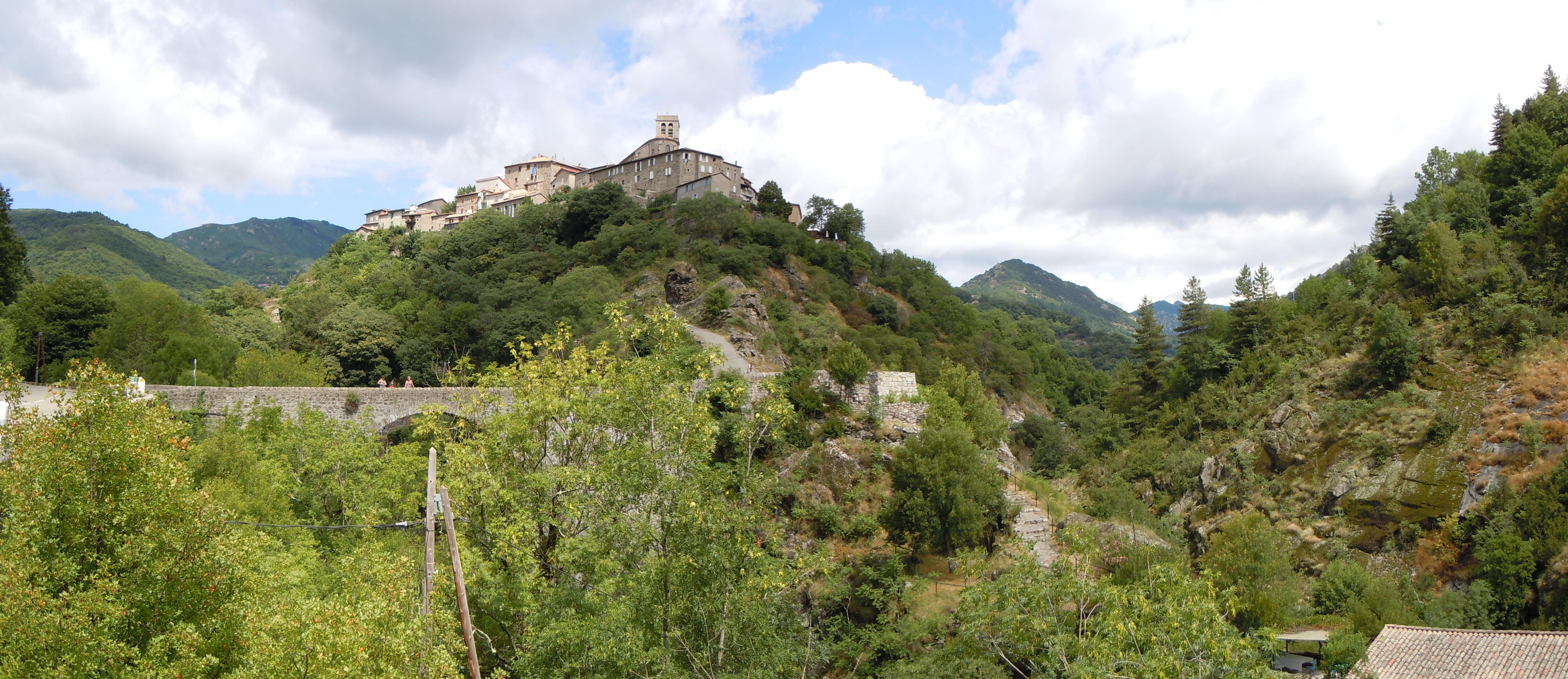
Антрег-сюр-Волан
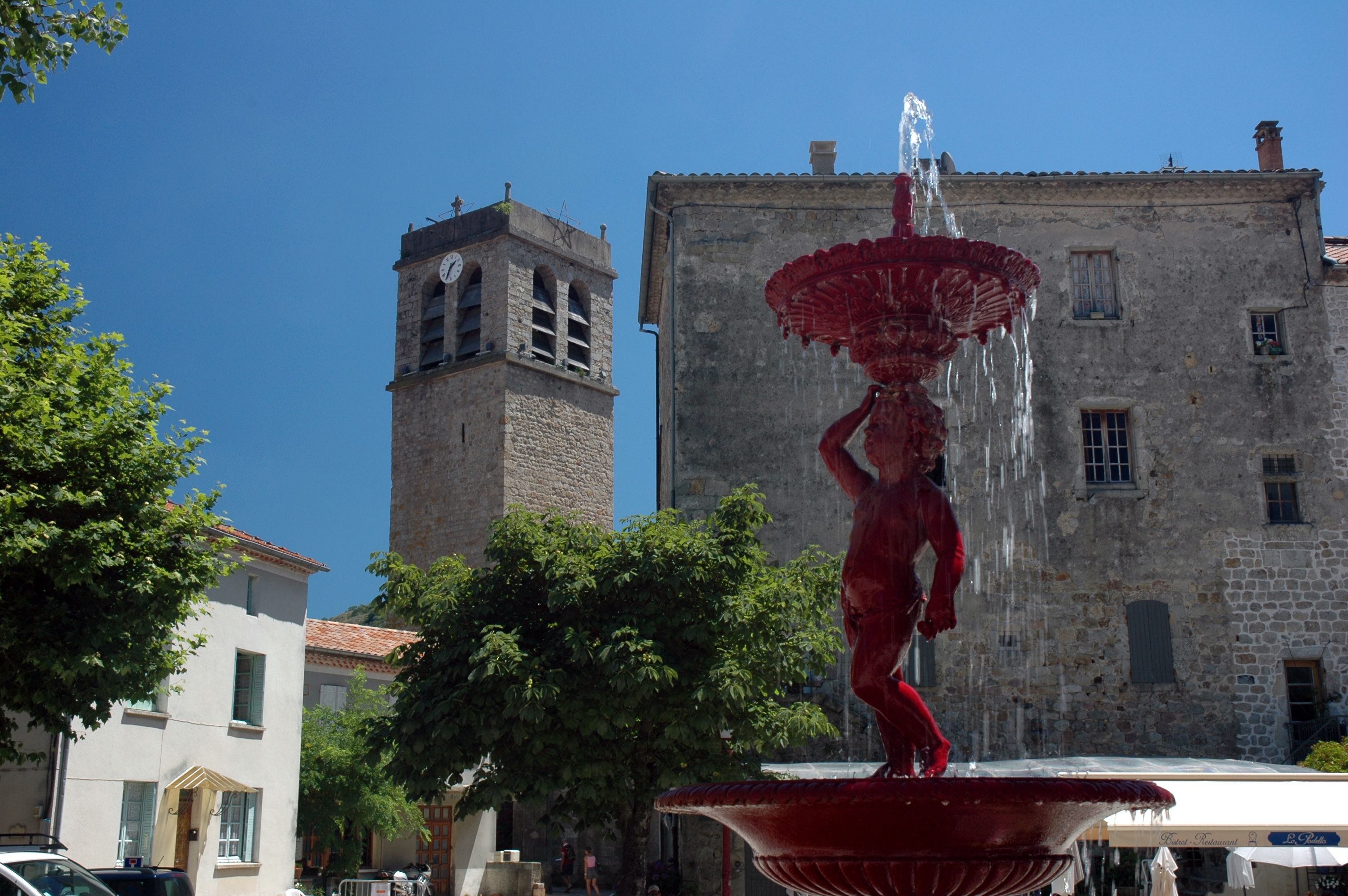
Фонтан
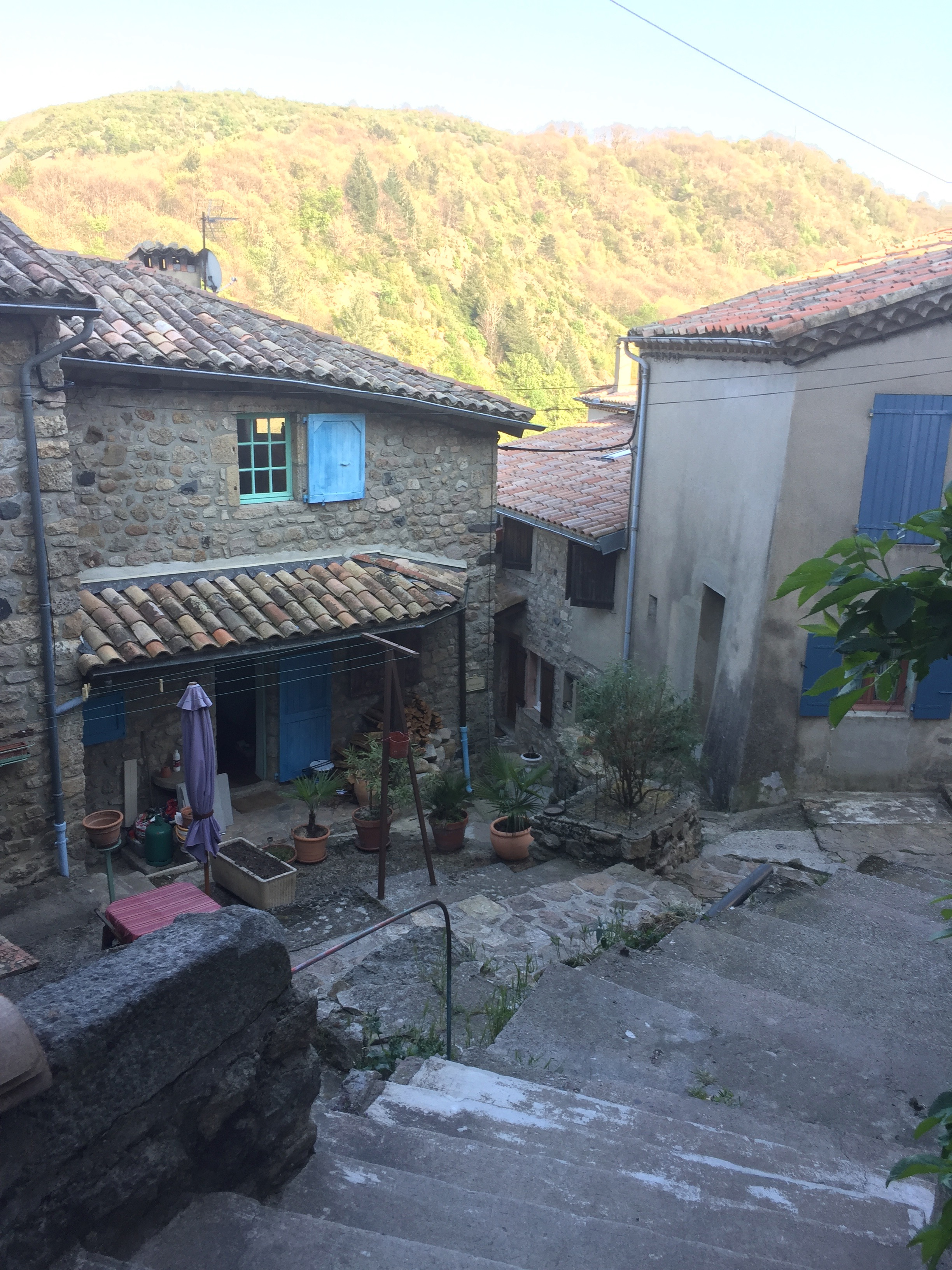
Деревня Антрег
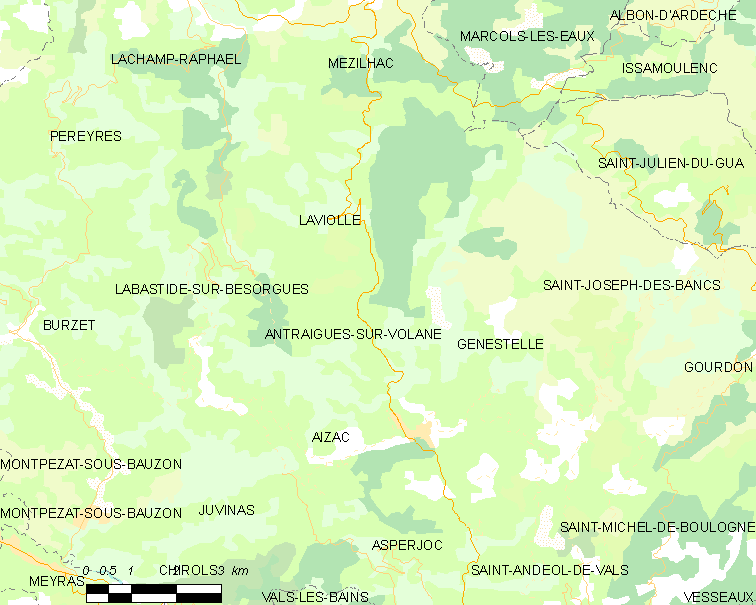
Карта коммуны